# Bert Meulendijk
Bert Meulendijk (Arnhem, 27 april 1958) is een Nederlands gitarist.
Hij begon op de lagere school met drummen en hield dat gedurende langere tijd aan als hoofdinstrument. Echter al snel volgde een elektrische gitaar en hij begon te oefenen en oefenen. Hij speelde in diverse schoolbands maar nog steeds achter het drumstel. Toen de HAVO was afgerond, zat Meulendijk met een probleem, wat nu? Een opleiding aan een klassiek conservatorium zoals dat in Den Haag afdeling jazz zag hij niet zitten. Hij schreef zich in bij het Conservatorium van Hilversum en dat van Arnhem. Tot zijn verbazing mocht hij beginnen in Hilversum. Bandjes kwamen en gingen. Hij mocht daarbij een keer muziek opnemen in de Soundpush Studio te Blaricum. Andere opnamen werden gedaan door Erwin Musper (ooit Partner) en Pierre Beckers. Hij maakte verder destijds kennis met Alfred Lagarde, Nederlandse hardrockgoeroe. Er volgde de opname van een single onder de bandnaam I.O.U., eerder Zebra geheten (Now I know what love is). Het werd geen hit. Na die opnamen begon hij te ontdekken dat spelen in een vaste band niet voor hem weggelegd was. Hij wilde voornamelijk in de geluidsstudio spelen, al volgden er optredens in Countdown en Nederland Muziekland. Hij ging spelen in de begeleidingsband van Nadieh en maakte vervolgens kennis met andere studiomusici zoals Lisa Boray en Ton op ’t Hof en musici Jan Rietman en Hans Vermeulen. Ook speelde hij enige tijd bij het Metropole Orkest. In die tijd ontmoette hij Lex Bolderdijk, ook een sessiemuzikant. Bert Meulendijk verhuisde naar Het Gooi en werd door allerlei artiesten gevraagd mee te spelen tijdens opnamen en concerten. Van Anita Meijer tot Paul de Leeuw, van Luv' tot Bolland & Bolland, van De Toppers tot Jurk! schakelden hem in.
Zijn dochter Olga zong bij Kinderen voor Kinderen en Bert Meulendijk speelde dan ook op een aantal albums van dat kinderkoor mee.